# Sainte-Jamme-sur-Sarthe
 Sainte-Jamme-sur-Sarthe  es una población y comuna francesa, situada en la región de Países del Loira, departamento de Sarthe, en el distrito de Le Mans y cantón de Ballon.

## Demografía
| 1754 | 1792 | 1769 | 1700 | 1640 | 1669 |
| Para los censos de 1962 a 1999 la población legal corresponde a la población sin duplicidades (Fuente: INSEE [Consultar]) |      |      |      |      |      |